# HaMakhtesh HaQatan
HaMakhtesh HaQatan (hebreiska: המכתש הקטן) är en sänka i Israel.   Den ligger i distriktet Södra distriktet, i den sydöstra delen av landet.